# Pseudophallus starksii
Pseudophallus starksii es una especie de pez de la familia Syngnathidae en el orden de los Syngnathiformes.

## Morfología
Los machos pueden alcanzar 17,6 cm de longitud total.

## Reproducción
Es ovovivíparo y el macho transporta los huevos en una bolsa ventral, la cual se encuentra debajo de la cola.

## Hábitat
Es un pez de agua dulce y de clima tropical (25 °C-30 °C).

## Distribución geográfica
Se encuentra desde Baja California y Sinaloa (México) hasta Santa Rosa (Ecuador ).